# Drużba (Dagestan)
Drużba (ros. Дружба) – wieś w Rosji, w Dagestanie, w rejonie kajakienckim. W 2010 liczyła 3675 mieszkańców.